# Руппінська Швейцарія

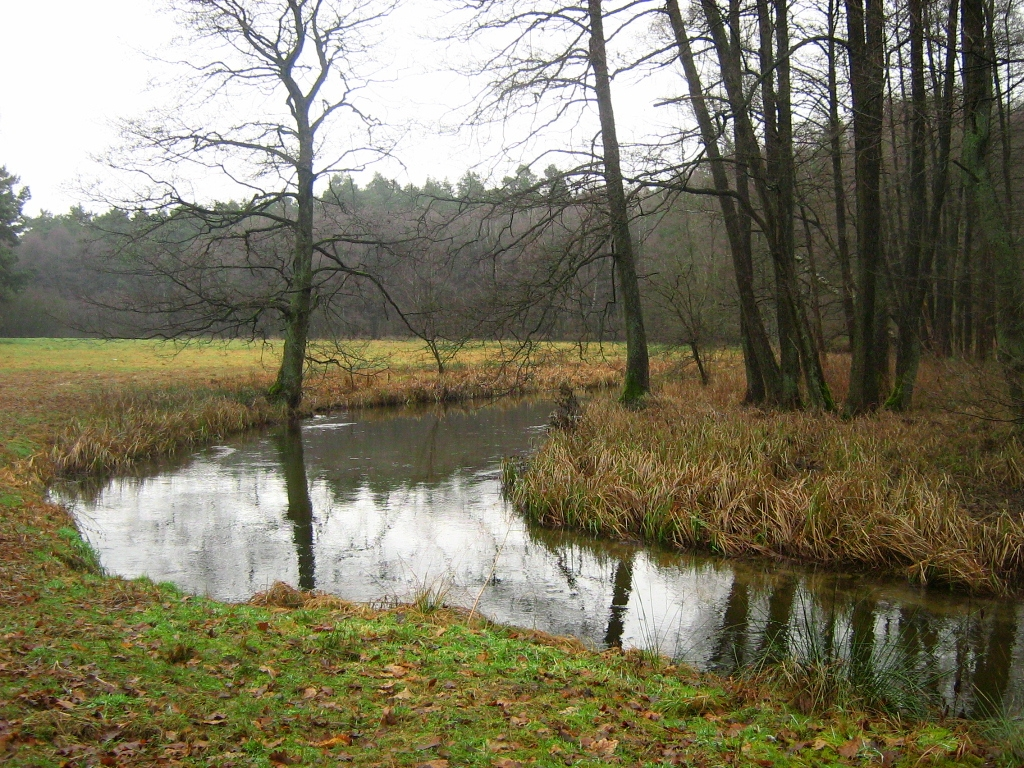
Рейн в Рупінській Швейцарії

Рупінська Швейцарія (нім. Ruppiner Schweiz) — це довга горбиста лісова місцевість у Руппін Ланд. Вона займає східну частину Wittstock-Ruppiner Heide на північному Бранденбурзькому плато та гірській місцевості. Швейцарія Руппін межує з районом озера Райнсберг на півночі та Гранзер-Платте на сході. Руппін Швейцарія лежить у широкому кінцевому поясі морен і простягається від Нойруппіна на півдні до району Нойруппіна Біненвальде на півночі та в основному розташована в міській зоні Нойруппіна. Центральна частина Руппінської Швейцарії — природний заповідник з ланцюгом озер, утворених Кальксеє, Біненбах, Торновзее, Цермютцельзее, Тетцензее, Мольховзеє та Рейн. Ланцюг озер починається з Кальксее і Торновзее і тягнеться приблизно на 40 кілометрів на південь до верхів'я торфових боліт Рінлуче.
Рупінська Швейцарія є частиною Природного парку Земля Штехлін-Рупінер.
Теодор Фонтане блукав Руппінською Швейцарією приблизно в середині 19 століття. Свої враження він записав у праці «Прогулянки по Бранденбурзькій землі».